# Passerina esterhuyseniae
Passerina esterhuyseniae är en tibastväxtart som beskrevs av Bredenk. och A.E.van Wyk. Passerina esterhuyseniae ingår i släktet Passerina och familjen tibastväxter. Inga underarter finns listade i Catalogue of Life.